# Kultura Cucuteni-Trypole

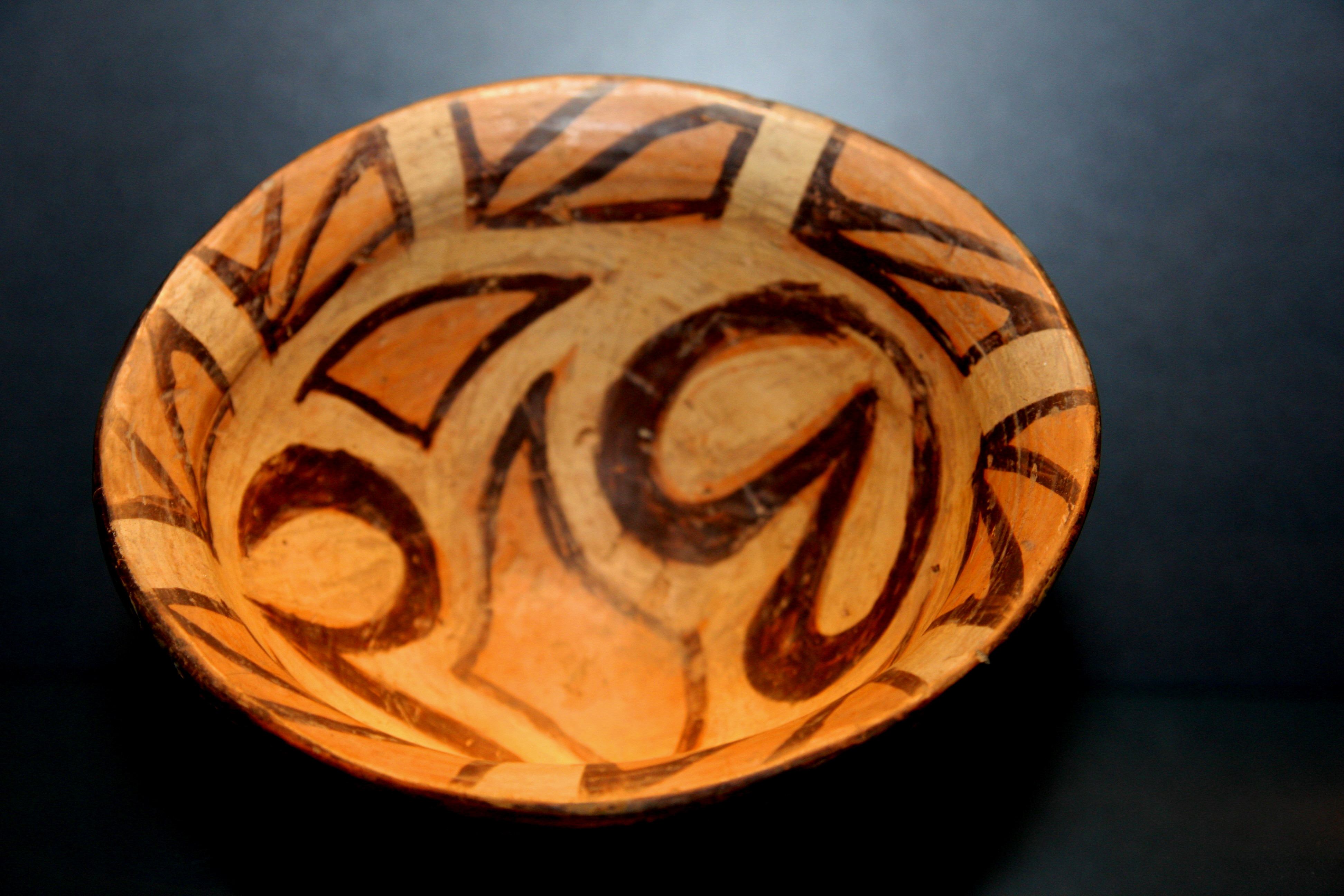
Charakterystycznie pomalowana ceramika kultury Cucuteni-Trypole

Kultura Cucuteni-Trypole, zwana też kulturą ceramiki malowanej; wydzielona w latach siedemdziesiątych XIX w. eneolityczna kultura archeologiczna (zob. też Kultura trypolska). Największym znanym stanowiskiem są Talianki, położone koło wsi o tej samej nazwie w obwodzie czerkaskim na Ukrainie. Według badań z 2014 roku osada była zamieszkała przez 15-21 tys. mieszkańców (skrajne liczby 6-30 tys.) i jest największym dotychczas odkrytym osiedlem neolitycznej Europy.

## Historia odkrycia
W wyniku badań w Mołdawii wyróżniono początkowo grupę Cucuteni (Diamandi 1899), zaś niedługo później nad środkowym Dnieprem wyróżniono grupę Trypole (Chvojko 1901). Do lat siedemdziesiątych XX w. traktowano je jako osobne, niezależne od siebie kultury (Dumitrescu 1963). Mimo że aktualnie przyjmuje się, że grupy Cucuteni i Trypole należałoby traktować jako jeden kompleks kulturowy, niektórzy badacze (jak na przykład L.W. Ćwiek, T.G. Mowsza) wciąż podkreślają różnice (dla przykładu w grupie Cucuteni dominującą jest ceramika malowana, w grupie Trypole – taka występuje w bardzo niewielkich ilościach), czego efektem jest między innymi osobny system periodyzacyjny.

## Kryteria wydzielenia
Podstawą wydzielenia kultury był nietypowy w tym okresie system osadniczy, charakteryzujący się brakiem osad tellowych, a także bogata wytwórczość krzemieniarska, ceramiczna i miedziana.

## Chronologia, geneza i zanik
Kompleks Cucuteni-Trypole formuje się w 4500 p.n.e., w epoce miedzi/chalkolitu/eneolitu, na podłożu wcześniejszych kultur Boian-Giulești i Precucuteni I-III. Zanik kultury Cucuteni-Trypole związany z ekspansją z południowego wschodu stepowej kultury Sredni Stog i z migracją KAK z północnego zachodu wzdłuż łuku Karpat. Najpóźniejsze znaleziska pochodzą z 2750 p.n.e.

## Obszar występowania i kontekst kulturowy

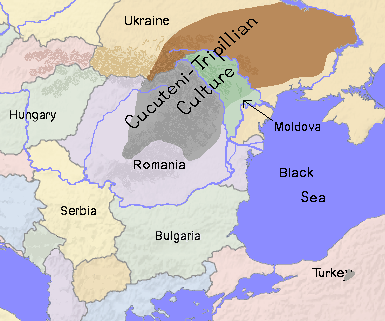
zasięg występowania kultury Cucuteni-Trypole

Kompleks Cucuteni-Trypole umiejscawia się, na rdzennym obszarze eneolitycznych kultur z ceramiką malowaną – na terenie dzisiejszej Mołdawii i Ukrainy oraz pn. Rumunii. Graniczył on w różnym czasie z kulturami: dniepro-doniecką, Sredni Stog, ceramiki grzebykowej, Gumelnița-Karanowo VI, tiszapolgarską, bodrogkereszturską, badeńską oraz kulturą wołyńsko-lubelską ceramiki malowanej. Zasięg występowania stanowisk kultury zamykają na wschodzie rzeki Seret, Prut, Dniestr i Dniepr.

## Charakterystyczne wytwory kulturowe
W kulturze Cucuteni-Trypole można wyróżnić trzy podstawowe grupy. Ceramika „kuchenna” była wytwarzana z dodatkiem gruboziarnistego tłucznia ceramicznego i piasku. Prawie zawsze zdobiono ją ornamentem szczypanym, na całej powierzchni naczynia. Ceramika „stołowa”, była ceramiką cienkościenną, ornamentowaną kanelurami, liniami rytymi i odciskami grzebienia. Grupa ceramiki „dekoracyjnej” o starannie gładzonej powierzchni charakteryzuje się zwykle ornamentem wycinanym negatywowo-pozytywowo (tzw. „wilcze zęby” i układ szachownicowy) lub w późniejszym okresie ornamentem spiralnym. Dwa rodzaje zdobienia łączono zwykle z ornamentem krzywolinijnym i inkrustowano białą lub czerwoną masą wapienną. W późniejszym okresie pojawiają się naczynia częściowo lub całkowicie malowane czerwoną farbą, a także malowane dwubarwnie (czerwień i biel) i trójbarwnie (czerwień, czerń i biel). W najpóźniejszych okresach pojawiają się malowane przedstawienia zoomorficzne i antropomorficzne.
Najbardziej rozpowszechnionymi formami ceramiki dla kultury Cucuteni-Trypole były dwustożkowe wazy, wazy na pustych nóżkach, puchary, misy i pokrywki z grzybowatym uchwytem, a także gliniane statuetki o antropomorficznych lub zoomorficznych kształtach. Odnaleziono też ceramiczne modele domów.

## Osadnictwo
Charakterystyczną formą osadnictwa kultury Cucuteni-Trypole były rozległe osady (nawet do 335 ha – stanowisko Talianki) na tarasach rzek. W późniejszym okresie zakładano też osady na skraju wysoczyzn – miejscach o naturalnych walorach obronnych. Siedliska złożone były z prostokątnych, długich budynków, wspartych na masywnych słupach, z glinianymi ścianami (zachowały się po nich charakterystyczne zwały polepy). Domy te otaczały zwykle półkoliście lub koliście plac, na którym czasami znajdował się większy budynek.
Bardzo często udaje się wśród budynków wyróżnić warsztaty, co wskazuje na istnienie wśród ludności wyodrębnionej grupy rzemieślników.
W początkowych fazach kultury nie odnaleziono żadnych konstrukcji obronnych, które pojawiają się w środkowym i późniejszym etapie – a więc rowów, wałów i palisad (stanowiska Polywaniw Jar III, Cucuteni A, Trușești, Żwaniec, Majaky, Majdanećke i inne).

## Obrządek pogrzebowy
Nie odnaleziono żadnych cmentarzy, które można powiązać z kulturą Cucuteni-Trypole. Odnotowano tylko kilka pojedynczych pochówków na terenie osad. Wyjątkiem ponad 20 ciałopalnych grobów cegłowych z Bilcze Złote, Podole, Ukraina.  W roku 1900 W. Demetrykiewicz uważał jednak, że nie są to groby, a pozostałości po konstrukcjach mieszkalnych związanych z osadą kultury trypolskiej. W innych przypadkach były to jednak groby, np. grób 1 kobiety i dziecka ze Scanteia [Rumunia].